# Дюрренштайн
Дюрренштайн (1878 м) — гора в Іббштальських Альпах, Нижня Австрія. Вона розташована в муніципалітеті Лунц-ам-Зее і є однією з найвищих вершин у цьому районі.

## Геоморфологія
Вершина Дюрренштайна підноситься на південному краї плато Дюрренштайн, яке має площу понад 15 км². Більша частина плато розташована на висоті понад 1400 м над рівнем моря, сильно закарстована і має куполи, які підносяться над плато до 300 м. У південному напрямку воно глибоко врізається долиною Зеєталь, яка тягнеться аж до Оберзее. На півдні Дюрренштайн обривається крутими стінами на 1000 м у долину Штайнбахталь. На півночі підносяться Великий Гецкогель висотою 1582 м над рівнем моря та Шайблінгштайн (1622 м над рівнем моря).

## Маршрути

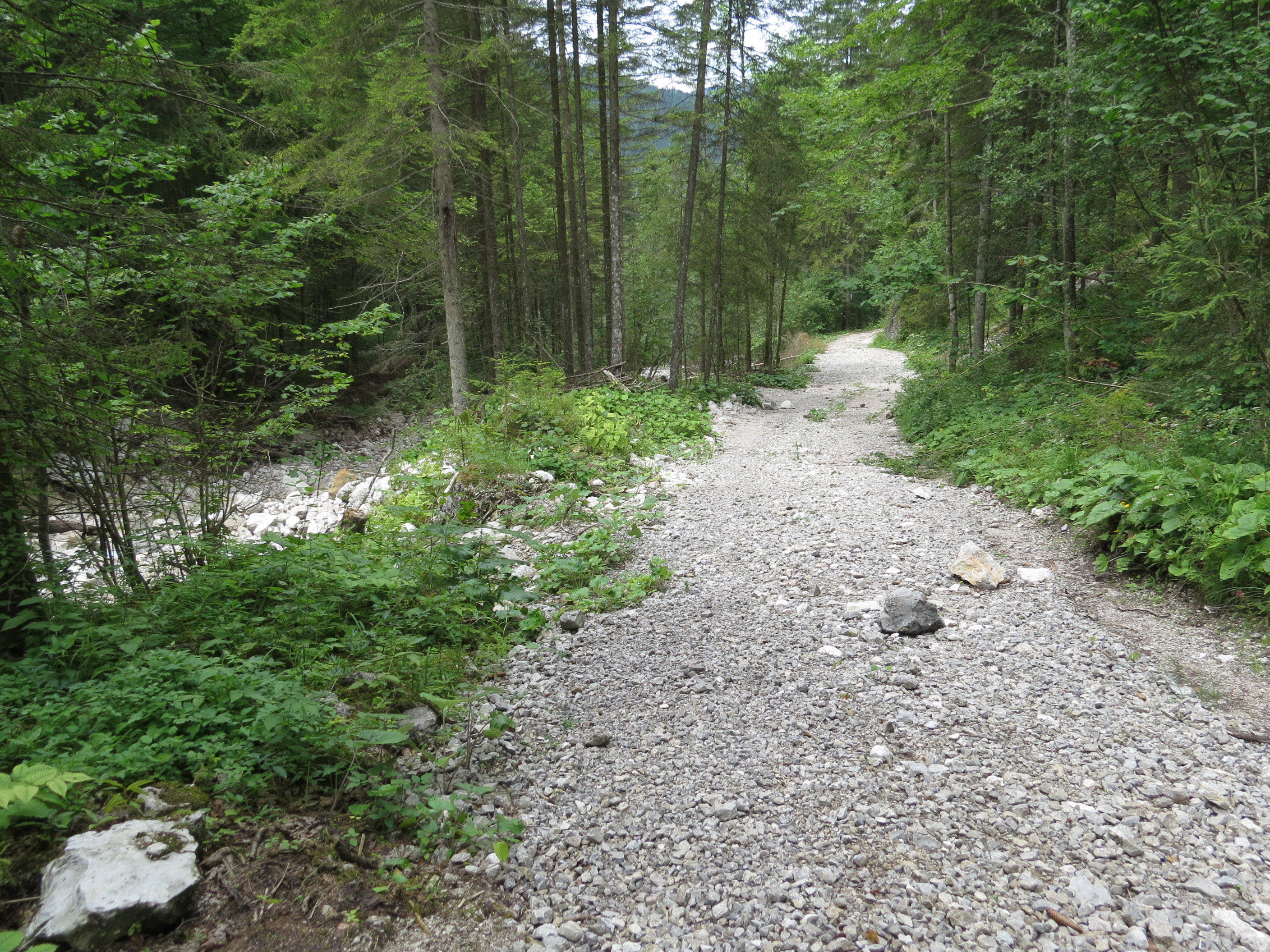
Лехнерграбен

- Підйоми на вершину через Іббштальську хижу[de] від Штайнбаха, через Штігенграбен або Лехнерграбен.
- Через Таглес або Зеєталь через Герренальм до вершини